# Skärplinge
Skärplinge is een plaats in de gemeente Tierp in het landschap Uppland en de provincie Uppsala län in Zweden. De plaats heeft 740 inwoners (2005) en een oppervlakte van 94 hectare.

## Verkeer en vervoer
Bij de plaats loopt de Riksväg 76.